# Coupe du monde de football 1938
Navigation
Italie 1934 1942 (annulée)
La Coupe du monde de football 1938 est la troisième édition de la Coupe du monde de football. Elle se tient en France du 4 au 19 juin 1938.
Trente-sept nations sont engagées auprès de la FIFA dans l’épreuve. Colombie, Costa Rica, Salvador, États-Unis, Guyane Néerlandaise, Japon et Mexique déclarent forfait avant le tirage au sort du tour préliminaire, tandis que l'Égypte, seule équipe africaine, se retire peu après. Finlande, Estonie, Irlande, Yougoslavie, Portugal, Palestine, Grèce, Bulgarie, Lettonie, Lituanie, Luxembourg sont éliminés en phase préliminaire. L'Espagne, frappée par la guerre civile, n'est pas autorisée à participer par la FIFA. L’Uruguay renonce une nouvelle fois à s'inscrire tandis que l’Argentine déclare forfait avant de disputer son tour préliminaire contre le Brésil, ce qui ne manque pas de provoquer des réactions très vives des supporters à Buenos Aires. Qualifié sans jouer comme en 1934, le Brésil représentera seul l’Amérique du Sud à la suite d'une tombola nationale dont les bénéfices ont financé la traversée vers l'Europe. L’Autriche récemment annexée (Anschluss) par l’Allemagne est forfait. Des joueurs autrichiens seront incorporés dans l’équipe allemande, mais le meilleur d'entre eux, Matthias Sindelar, refusera la sélection (au péril de sa vie). La FIFA offre alors la place laissée vacante par l'Autriche à l'Angleterre qui refuse cette main tendue, les Britanniques continuant de snober la plus grande compétition internationale.
La diffusion des matches en direct à la radio est assurée par Radio PTT et Radio Paris qui servent également de relais aux radios étrangères.

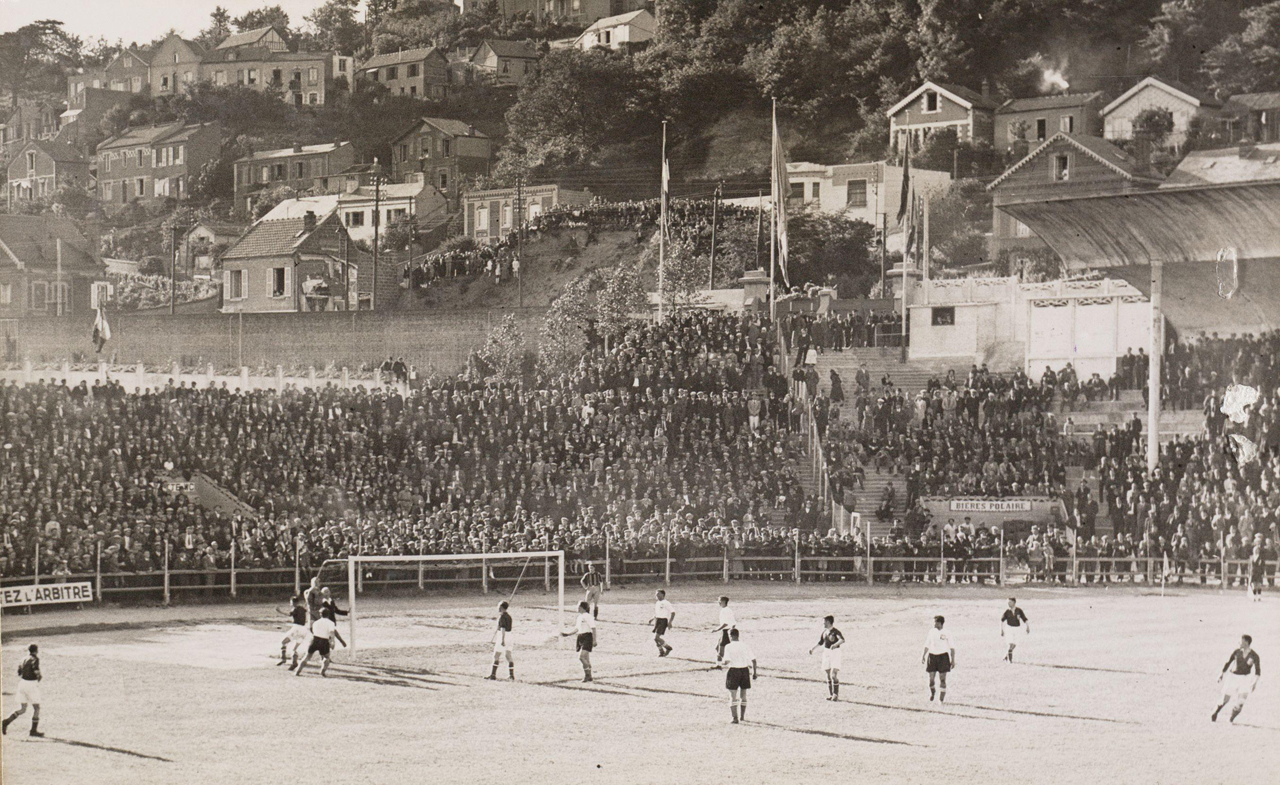
Le match entre la Tchécoslovaquie et les Pays-Bas au Havre.

L’Italie conserve la Coupe du monde déjà remportée quatre ans plus tôt en faisant preuve de réalisme. Elle s'impose en finale 4-2 face à la Hongrie. Le spectacle est en revanche assuré par les Brésiliens dont les vedettes se nomment Leônidas da Silva et Domingos da Guia. L'équipe sud-américaine prend la troisième place en battant la Suède sur le même score de 4-2 dans la « petite finale ».

## Équipes qualifiées
Quinze équipes (au lieu de seize, l'Autriche étant contrainte de déclarer forfait) participent à cette 3e édition de la Coupe du monde de football.
Europe
- Italie (championne du monde 1934)
- France (pays organisateur)
- Suède
- Roumanie
- Suisse
- Allemagne
- Hongrie
- Tchécoslovaquie
- Pays-Bas
- Norvège
- Pologne
- Belgique
- Autriche - forfait pour la phase finale

Amérique du Nord, centrale et caraïbes
- Cuba

Amérique du Sud
- Brésil

Asie
- Indes orientales néerlandaises

## Stades
| \| Lyon (non utilisé) Paris Strasbourg Marseille Le Havre Reims Antibes Toulouse Colombes Lille Bordeaux \| Sites de la Coupe du monde 1938. |
| Lyon (non utilisé) Paris Strasbourg Marseille Le Havre Reims Antibes Toulouse Colombes Lille Bordeaux                                        |

- Stade du Fort Carré à Antibes, 17 000 places
- Stade municipal à Bordeaux, 25 000 places
- Stade olympique Yves-du-Manoir à Colombes, 64 000 places
- Stade municipal au Havre, 22 000 places[4]
- Stade Victor-Boucquey à Lille, 20 000 places
- Stade Vélodrome à Marseille, 39 000 places
- Parc des Princes à Paris, 35 000 places
- Stade Auguste-Delaune à Reims, 18 000 places
- Stade de la Meinau à Strasbourg, 24 000 places
- Stade du T.O.E.C. à Toulouse[5], 20 000 places[6].

- Le stade de Gerland de Lyon aurait dû accueillir le match de huitième de finale Suède-Autriche, mais en raison du forfait de l'Autriche, ce ne fut pas le cas.

## Tableau de la compétition
|  | Huitièmes de finale             | Huitièmes de finale               |         |                        | Quarts de finale       | Quarts de finale |   |  | Demi-finales        | Demi-finales        |  |  | Finale             | Finale             |
|  | Huitièmes de finale             | Huitièmes de finale               |         |                        | Quarts de finale       | Quarts de finale |   |  | Demi-finales        | Demi-finales        |  |  | Finale             | Finale             |
|  |                                 |                                   |         |                        |                        |                  |   |  |                     |                     |  |  |                    |                    |
|  | 5 juin / Paris                  | 5 juin / Paris                    |         |                        | 12 juin / Paris        | 12 juin / Paris  |   |  | 16 juin / Marseille | 16 juin / Marseille |  |  | 19 juin / Colombes | 19 juin / Colombes |
|  | 5 juin / Paris                  | 5 juin / Paris                    |         |                        | 12 juin / Paris        | 12 juin / Paris  |   |  | 16 juin / Marseille | 16 juin / Marseille |  |  | 19 juin / Colombes | 19 juin / Colombes |
|  | France *                        | 3                                 |         |                        | 12 juin / Paris        | 12 juin / Paris  |   |  | 16 juin / Marseille | 16 juin / Marseille |  |  | 19 juin / Colombes | 19 juin / Colombes |
|  | France *                        | 3                                 |         |                        | 12 juin / Paris        | 12 juin / Paris  |   |  | 16 juin / Marseille | 16 juin / Marseille |  |  | 19 juin / Colombes | 19 juin / Colombes |
|  | Belgique                        | 1                                 |         |                        | 12 juin / Paris        | 12 juin / Paris  |   |  | 16 juin / Marseille | 16 juin / Marseille |  |  | 19 juin / Colombes | 19 juin / Colombes |
|  | Belgique                        | 1                                 | France  | 1                      |                        |                  |   |  | 16 juin / Marseille | 16 juin / Marseille |  |  | 19 juin / Colombes | 19 juin / Colombes |
|  | 5 juin / Marseille              |                                   | France  | 1                      |                        |                  |   |  | 16 juin / Marseille | 16 juin / Marseille |  |  | 19 juin / Colombes | 19 juin / Colombes |
|  |                                 | Italie                            | 3       |                        |                        |                  |   |  | 16 juin / Marseille | 16 juin / Marseille |  |  | 19 juin / Colombes | 19 juin / Colombes |
|  | Italie *                        | Italie                            | 3       | 2 ap                   |                        |                  |   |  | 16 juin / Marseille | 16 juin / Marseille |  |  | 19 juin / Colombes | 19 juin / Colombes |
|  | Italie *                        | 12 et 14 juin (rejoué) / Bordeaux |         | 2 ap                   |                        |                  |   |  | 16 juin / Marseille | 16 juin / Marseille |  |  | 19 juin / Colombes | 19 juin / Colombes |
|  | Norvège                         | 1                                 |         |                        |                        |                  |   |  | 16 juin / Marseille | 16 juin / Marseille |  |  | 19 juin / Colombes | 19 juin / Colombes |
|  | Norvège                         | 1                                 | Italie  | 2                      |                        |                  |   |  |                     |                     |  |  | 19 juin / Colombes | 19 juin / Colombes |
|  | 5 juin / Strasbourg             |                                   | Italie  | 2                      |                        |                  |   |  |                     |                     |  |  | 19 juin / Colombes | 19 juin / Colombes |
|  |                                 | Brésil                            | 1       |                        |                        |                  |   |  |                     |                     |  |  | 19 juin / Colombes | 19 juin / Colombes |
|  | Brésil *                        | Brésil                            | 1       | 6 ap                   |                        |                  |   |  |                     |                     |  |  | 19 juin / Colombes | 19 juin / Colombes |
|  | Brésil *                        | 16 juin / Paris                   |         | 6 ap                   |                        |                  |   |  |                     |                     |  |  | 19 juin / Colombes | 19 juin / Colombes |
|  | Pologne                         | 5                                 |         |                        |                        |                  |   |  |                     |                     |  |  | 19 juin / Colombes | 19 juin / Colombes |
|  | Pologne                         | 5                                 | Brésil  | 1ap \ 2                |                        |                  |   |  |                     |                     |  |  | 19 juin / Colombes | 19 juin / Colombes |
|  | 5 juin / Le Havre               |                                   | Brésil  | 1ap \ 2                |                        |                  |   |  |                     |                     |  |  | 19 juin / Colombes | 19 juin / Colombes |
|  |                                 | Tchécoslovaquie                   | 1 \ 1   |                        |                        |                  |   |  |                     |                     |  |  | 19 juin / Colombes | 19 juin / Colombes |
|  | Tchécoslovaquie *               | Tchécoslovaquie                   | 1 \ 1   | 3 ap                   |                        |                  |   |  |                     |                     |  |  | 19 juin / Colombes | 19 juin / Colombes |
|  | Tchécoslovaquie *               | 12 juin / Lille                   |         | 3 ap                   |                        |                  |   |  |                     |                     |  |  | 19 juin / Colombes | 19 juin / Colombes |
|  | Pays-Bas                        | 0                                 |         |                        |                        |                  |   |  |                     |                     |  |  | 19 juin / Colombes | 19 juin / Colombes |
|  | Pays-Bas                        | 0                                 | Italie  | 4                      |                        |                  |   |  |                     |                     |  |  |                    |                    |
|  | 4 et 9 juin (rejoué) / Paris    |                                   | Italie  | 4                      |                        |                  |   |  |                     |                     |  |  |                    |                    |
|  |                                 | Hongrie                           | 2       |                        |                        |                  |   |  |                     |                     |  |  |                    |                    |
|  | Allemagne *                     | Hongrie                           | 2       | 1 \ 2                  |                        |                  |   |  |                     |                     |  |  |                    |                    |
|  | Allemagne *                     |                                   |         | 1 \ 2                  |                        |                  |   |  |                     |                     |  |  |                    |                    |
|  | Suisse                          | 1ap \ 4                           |         |                        |                        |                  |   |  |                     |                     |  |  |                    |                    |
|  | Suisse                          | 1ap \ 4                           | Suisse  | 0                      |                        |                  |   |  |                     |                     |  |  |                    |                    |
|  | 5 juin / Reims                  |                                   | Suisse  | 0                      |                        |                  |   |  |                     |                     |  |  |                    |                    |
|  |                                 | Hongrie                           | 2       |                        |                        |                  |   |  |                     |                     |  |  |                    |                    |
|  | Hongrie *                       | Hongrie                           | 2       | 6                      |                        |                  |   |  |                     |                     |  |  |                    |                    |
|  | Hongrie *                       | 12 juin / Antibes                 |         | 6                      |                        |                  |   |  |                     |                     |  |  |                    |                    |
|  | Indes orientales néerlandaises  | 0                                 |         |                        |                        |                  |   |  |                     |                     |  |  |                    |                    |
|  | Indes orientales néerlandaises  | 0                                 | Hongrie | 5                      |                        |                  |   |  |                     |                     |  |  |                    |                    |
|  | 5 juin / Lyon                   |                                   | Hongrie | 5                      |                        |                  |   |  |                     |                     |  |  |                    |                    |
|  |                                 | Suède                             | 1       |                        |                        |                  |   |  |                     |                     |  |  |                    |                    |
|  | Suède                           | Suède                             | 1       | Q.                     |                        |                  |   |  |                     |                     |  |  |                    |                    |
|  | Suède                           |                                   |         | Q.                     |                        |                  |   |  |                     |                     |  |  |                    |                    |
|  | Autriche *                      | forfait                           |         | Match pour la 3e place | Match pour la 3e place |                  |   |  |                     |                     |  |  |                    |                    |
|  | Autriche *                      | forfait                           | Suède   | Match pour la 3e place | Match pour la 3e place | 8                |   |  |                     |                     |  |  |                    |                    |
|  | 5 et 9 juin (rejoué) / Toulouse | 5 et 9 juin (rejoué) / Toulouse   | Suède   | 19 juin / Bordeaux     | 19 juin / Bordeaux     | 8                |   |  |                     |                     |  |  |                    |                    |
|  | 5 et 9 juin (rejoué) / Toulouse | 5 et 9 juin (rejoué) / Toulouse   |         | 19 juin / Bordeaux     | 19 juin / Bordeaux     | Cuba             | 0 |  |                     |                     |  |  |                    |                    |
|  | Cuba *                          | 3ap \ 2                           | Brésil  | 4                      |                        | Cuba             | 0 |  |                     |                     |  |  |                    |                    |
|  | Cuba *                          | 3ap \ 2                           | Brésil  | 4                      |                        |                  |   |  |                     |                     |  |  |                    |                    |
|  | Roumanie                        | 3 \ 1                             |         | Suède                  | 2                      |                  |   |  |                     |                     |  |  |                    |                    |
|  | Roumanie                        | 3 \ 1                             |         | Suède                  | 2                      |                  |   |  |                     |                     |  |  |                    |                    |

* : Tête de série

### Huitièmes de finale
Le match d'ouverture de la Coupe du monde oppose l'Allemagne à la Suisse et se termine sans vainqueur à la fin de la prolongation. La rencontre est donc rejouée cinq jours plus tard et est cette fois remportée par la Suisse qui parvient notamment à remonter un handicap de deux buts au cours du match. L'Allemagne, médaille de bronze en 1934, et dont l'effectif comporte des joueurs autrichiens à la suite de l'Anschluss (annexion de l'Autriche), est éliminée au deuxième match et réalise ce qui restera pendant huit décennies sa pire performance lors d'un mondial.
| 4 juin 1938                         | Allemagne                                                                                               | 1 - 1 a. p.    | Suisse                                                                                                 | Parc des Princes (Paris)                       |                                                |
| 18 h 00 · Historique des rencontres | Gauchel 29e                                                                                             | (1 - 1, 1 - 1) | Abegglen 43e                                                                                           | Spectateurs : 27 152 Arbitrage : John Langenus | Spectateurs : 27 152 Arbitrage : John Langenus |
| 18 h 00 · Historique des rencontres | Rapport                                                                                                 |                | | Spectateurs : 27 152 Arbitrage : John Langenus | Spectateurs : 27 152 Arbitrage : John Langenus |
| 18 h 00 · Historique des rencontres | Raftl - Janes, Schmaus - Kupfer, Mock , Kitzinger - Lehner, Gellesch, Gauchel, Hahnemann, Pesser ( 96e) | Équipes        | Huber - Minelli , Lehmann - Springer, Vernati, Lörtscher - Amadò, Walaschek, Bickel, Abegglen, G. Aeby | Spectateurs : 27 152 Arbitrage : John Langenus | Spectateurs : 27 152 Arbitrage : John Langenus |

| 9 juin 1938 match rejoué            | Allemagne                                                                                          | 2 - 4   | Suisse                                                                                                 | Parc des Princes (Paris)                     |                                              |
| 18 h 00 · Historique des rencontres | Hahnemann 8e · Lörtscher 22e (csc)                                                                 | (2 - 1) | Walaschek 42e · Bickel 64e · Abegglen 75e 78e                                                          | Spectateurs : 20 025 Arbitrage : Ivan Eklind | Spectateurs : 20 025 Arbitrage : Ivan Eklind |
| 18 h 00 · Historique des rencontres | Rapport                                                                                            |         | | Spectateurs : 20 025 Arbitrage : Ivan Eklind | Spectateurs : 20 025 Arbitrage : Ivan Eklind |
| 18 h 00 · Historique des rencontres | Raftl - Janes, Streitle - Kupfer, Goldbrunner, Skoumal - Lehner, Stroh, Szepan , Hahnemann, Neumer | Équipes | Huber - Minelli , Lehmann - Springer, Vernati, Lörtscher - Amadò, Walaschek, Bickel, Abegglen, G. Aeby | Spectateurs : 20 025 Arbitrage : Ivan Eklind | Spectateurs : 20 025 Arbitrage : Ivan Eklind |

La Hongrie atomise une équipe des Indes orientales néerlandaises (future Indonésie) qui doit sa présence en phase finale à la suite de nombreux forfaits au tour préliminaire. C'est la seule fois que deux pays liés (dont l'un dépend de l'autre), participent au même Mondial.
| 5 juin 1938                         | Hongrie                                                                                    | 6 - 0   | Indes orientales néerlandaises                                                                                  | Vélodrome municipal (Reims)                  |                                              |
| 17 h 00 · Historique des rencontres | Kohut 13e · Toldi 15e · G. Sárosi 28e, 89e · Zsengellér 35e, 76e                           | (4 - 0) | | Spectateurs : 9 000 Arbitrage : Roger Conrié | Spectateurs : 9 000 Arbitrage : Roger Conrié |
| 17 h 00 · Historique des rencontres | Rapport                                                                                    |         | | Spectateurs : 9 000 Arbitrage : Roger Conrié | Spectateurs : 9 000 Arbitrage : Roger Conrié |
| 17 h 00 · Historique des rencontres | Háda - Korányi, S. Bíró - Lázár, Turay, Balogh - Sas, Zsengellér, G. Sárosi , Toldi, Kohut | Équipes | Tan Mo Heng - Hu Kon, Samuels - Nawir , Meeng, Anwar - Tan Hong Djien, Soedarmadji, Zomers, Pattiwael, Taihuttu | Spectateurs : 9 000 Arbitrage : Roger Conrié | Spectateurs : 9 000 Arbitrage : Roger Conrié |

À la suite du forfait de l'Autriche, annexée et contrainte par l'Allemagne peu de temps avant, la Suède parvient en quart de finale sans avoir à jouer son huitième de finale.
| 5 juin 1938               | Suède | Q. - forfait | Autriche | Stade Gerland (Lyon) |
| Historique des rencontres |       |              |          |                      |

Cuba, nation néophyte, et la Roumanie, qui dispute son troisième mondial, doivent s'y prendre à deux fois pour se démarquer. Cuba crée la surprise et se qualifie en remportant le deuxième match.
| 5 juin 1938                         | Cuba                                                                                                | 3 - 3 a. p.    | Roumanie                                                                                             | Stade du T.O.E.C. (Toulouse)                    |                                                 |
| 17 h 00 · Historique des rencontres | Socorro 44e, 103e · Magriñá 69e                                                                     | (1 - 1, 2 - 2) | Bindea 35e · Baratky 88e · Dobay 105e                                                                | Spectateurs : 7 000 Arbitrage : Giuseppe Scarpi | Spectateurs : 7 000 Arbitrage : Giuseppe Scarpi |
| 17 h 00 · Historique des rencontres | Rapport                                                                                             |                | | Spectateurs : 7 000 Arbitrage : Giuseppe Scarpi | Spectateurs : 7 000 Arbitrage : Giuseppe Scarpi |
| 17 h 00 · Historique des rencontres | Carvajales - Barquín, Chorens - Arias, Rodríguez, Berges - Magriñá, Fernández, Socorro, Tuñas, Sosa | Équipes        | Pavlovici - Bürger, Chiroiu - Cossini, Răşinaru, Raffinsky - Bindea, Kovacs , Baratky, Bodola, Dobay | Spectateurs : 7 000 Arbitrage : Giuseppe Scarpi | Spectateurs : 7 000 Arbitrage : Giuseppe Scarpi |

| 9 juin 1938 match rejoué            | Cuba                                                                                          | 2 - 1   | Roumanie | Stade du T.O.E.C. (Toulouse)                  |                                               |
| 18 h 00 · Historique des rencontres | Socorro 51e · Fernández 57e                                                                   | (0 - 1) | Dobay 35e | Spectateurs : 8 000 Arbitrage : Alfred Birlem | Spectateurs : 8 000 Arbitrage : Alfred Birlem |
| 18 h 00 · Historique des rencontres | Rapport                                                                                       |         | | Spectateurs : 8 000 Arbitrage : Alfred Birlem | Spectateurs : 8 000 Arbitrage : Alfred Birlem |
| 18 h 00 · Historique des rencontres | Ayra - Barquín, Chorens - Arias, Rodríguez, Berges - Magriñá, Fernández, Socorro, Tuñas, Sosa | Équipes | Szádowsky - Bürger, Felecan - Bărbulescu, Răşinaru, Raffinsky - Bogdan, Moldoveanu, Baratky, Prassler, Dobay | Spectateurs : 8 000 Arbitrage : Alfred Birlem | Spectateurs : 8 000 Arbitrage : Alfred Birlem |

La France franchit le premier tour d'une Coupe du monde pour la première fois en battant son voisin belge par 3 buts à 1.
| 5 juin 1938                         | France                                                                                                | 3 - 1   | Belgique | Stade olympique Yves-du-Manoir (Colombes)       |                                                 |
| 17 h 00 · Historique des rencontres | Veinante 1re · Nicolas 16e, 69e                                                                       | (2 - 1) | Isemborghs 38e                                                                                                 | Spectateurs : 30 454 Arbitrage : Hans Wuethrich | Spectateurs : 30 454 Arbitrage : Hans Wuethrich |
| 17 h 00 · Historique des rencontres | Rapport                                                                                               |         | | Spectateurs : 30 454 Arbitrage : Hans Wuethrich | Spectateurs : 30 454 Arbitrage : Hans Wuethrich |
| 17 h 00 · Historique des rencontres | Di Lorto - Cazenave, Mattler - Bastien, Jordan, Diagne - Aston, Heisserer, Nicolas, Delfour, Veinante | Équipes | Badjou - Paverick, Seys - Van Alphen, Stijnen , De Winter - Vanden Wouwer, Voorhoof, Isemborghs, Braine, Buyle | Spectateurs : 30 454 Arbitrage : Hans Wuethrich | Spectateurs : 30 454 Arbitrage : Hans Wuethrich |

Qualifiée d'office en tant que tenante du titre, l'Italie fait une entrée timide dans le tournoi en battant difficilement la Norvège après prolongation.
| 5 juin 1938                         | Italie | 2 - 1 a. p.    | Norvège | Stade Vélodrome (Marseille)                    |                                                |
| 17 h 00 · Historique des rencontres | Ferraris 2e · Piola 94e                                                                                   | (1 - 0, 1 - 1) | Brustad 83e | Spectateurs : 19 000 Arbitrage : Alois Beranek | Spectateurs : 19 000 Arbitrage : Alois Beranek |
| 17 h 00 · Historique des rencontres | Rapport                                                                                                   |                | | Spectateurs : 19 000 Arbitrage : Alois Beranek | Spectateurs : 19 000 Arbitrage : Alois Beranek |
| 17 h 00 · Historique des rencontres | Olivieri - Monzeglio, Rava - Serantoni, Andreolo, Locatelli - Pasinati, Meazza , Piola, Ferrari, Ferraris | Équipes        | Johansen - Johannessen, Holmsen - Henriksen, Eriksen , Holmberg - Frantzen, Kvammen, Brynildsen, Isaksen, Brustad | Spectateurs : 19 000 Arbitrage : Alois Beranek | Spectateurs : 19 000 Arbitrage : Alois Beranek |

Le Brésil et la Pologne réalisent ce qui sera pendant un temps le match le plus prolifique de l'histoire du tournoi en marquant onze buts à eux deux, dont huit dans le temps règlementaire (4-4). Le Brésil parvient à s'imposer en inscrivant deux buts au cours de la prolongation.
| 5 juin 1938                         | Brésil | 6 - 5 a. p.    | Pologne                                                                                             | Stade de la Meinau (Strasbourg)              |                                              |
| 17 h 30 · Historique des rencontres | Leônidas 18e, 93e, 104e · Romeu 25e · Perácio 44e, 71e                                                               | (3 - 1, 4 - 4) | Scherfke 23e (pen.) · Wilimowski 53e, 59e, 89e, 118e                                                | Spectateurs : 13 000 Arbitrage : Ivan Eklind | Spectateurs : 13 000 Arbitrage : Ivan Eklind |
| 17 h 30 · Historique des rencontres | Rapport |                | | Spectateurs : 13 000 Arbitrage : Ivan Eklind | Spectateurs : 13 000 Arbitrage : Ivan Eklind |
| 17 h 30 · Historique des rencontres | Batatais - Domingos da Guia, Machado - Zezé Procópio, Martim , Afonsinho - Lopes, Romeu, Leônidas, Perácio, Hércules | Équipes        | Madejski - Szczepaniak , Gałecki - Góra, Nyc, Dytko - R. Piec, Piątek, Scherfke, Wilimowski, Wodarz | Spectateurs : 13 000 Arbitrage : Ivan Eklind | Spectateurs : 13 000 Arbitrage : Ivan Eklind |

Vice-championne sortante, la Tchécoslovaquie confirme son statut en éliminant les Pays-Bas, mais doit attendre la prolongation pour faire la différence 3-0.
| 5 juin 1938                         | Tchécoslovaquie                                                                           | 3 - 0 a. p.    | Pays-Bas                                                                                                 | Stade municipal (Le Havre)                       |                                                  |
| 18 h 30 · Historique des rencontres | Košťálek 93e · Nejedlý 111e · Zeman 118e                                                  | (0 - 0, 0 - 0) | | Spectateurs : 11 000 Arbitrage : Lucien Leclercq | Spectateurs : 11 000 Arbitrage : Lucien Leclercq |
| 18 h 30 · Historique des rencontres | Rapport                                                                                   |                | | Spectateurs : 11 000 Arbitrage : Lucien Leclercq | Spectateurs : 11 000 Arbitrage : Lucien Leclercq |
| 18 h 30 · Historique des rencontres | Plánička - Burgr, Daučík - Košťálek, Bouček, Kopecký - Říha, Šimůnek, Zeman, Nejedlý, Puč | Équipes        | Van Male - Weber, Caldenhove - Paauwe, Anderiesen, Van Heel - Wels, Van der Veen, Smit, Vente, De Harder | Spectateurs : 11 000 Arbitrage : Lucien Leclercq | Spectateurs : 11 000 Arbitrage : Lucien Leclercq |

### Quarts de finale
Pour la deuxième fois d'affilée, la Suisse perd en quart de finale, cette fois-ci contre la Hongrie.
| 12 juin 1938                        | Suisse                                                                                               | 0 - 2   | Hongrie                                                                                      | Stade Victor-Boucquey (Lille)                       |                                                     |
| 17 h 00 · Historique des rencontres | | (0 - 1) | G. Sárosi 40e · Zsengellér 89e                                                               | Spectateurs : 15 000 Arbitrage : Rinaldo Barlassina | Spectateurs : 15 000 Arbitrage : Rinaldo Barlassina |
| 17 h 00 · Historique des rencontres | Rapport                                                                                              |         |                                                                                              | Spectateurs : 15 000 Arbitrage : Rinaldo Barlassina | Spectateurs : 15 000 Arbitrage : Rinaldo Barlassina |
| 17 h 00 · Historique des rencontres | Huber - Stelzer, Lehmann - Springer, Vernati, Lörtscher - Amadò, Walaschek, Bickel, Abegglen, Grassi | Équipes | Szabó - Korányi, S. Bíró - Lázár, Turay, Szalay - Sas, Zsengellér, G. Sárosi , Vincze, Kohut | Spectateurs : 15 000 Arbitrage : Rinaldo Barlassina | Spectateurs : 15 000 Arbitrage : Rinaldo Barlassina |

Pour son entrée effective dans le tournoi, la Suède ne fait qu'une bouchée (8-0) de Cuba, vainqueur surprise de la Roumanie au premier tour.
| 12 juin 1938                        | Suède | 8 - 0   | Cuba                                                                                                 | Stade du Fort Carré (Antibes)                  |                                                |
| 17 h 00 · Historique des rencontres | H. Andersson 9e, 81e, 89e · Wetterström 22e, 37e, 44e · Keller 80e · Nyberg 84e                                         | (4 - 0) | | Spectateurs : 7 000 Arbitrage : Augustin Krist | Spectateurs : 7 000 Arbitrage : Augustin Krist |
| 17 h 00 · Historique des rencontres | Rapport |         | | Spectateurs : 7 000 Arbitrage : Augustin Krist | Spectateurs : 7 000 Arbitrage : Augustin Krist |
| 17 h 00 · Historique des rencontres | Abrahamsson - Eriksson, Källgren - Almgren, Jacobsson, Svanström - Wetterström, Keller , H. Andersson, Jonasson, Nyberg | Équipes | Carvajales - Barquín, Chorens - Arias, Rodríguez, Berges - Ferrer, Fernández, Socorro, Tuñas, Alonzo | Spectateurs : 7 000 Arbitrage : Augustin Krist | Spectateurs : 7 000 Arbitrage : Augustin Krist |

L'Italie monte en puissance et parvient à éliminer la France en faisant la différence en seconde mi-temps. Pour la première fois, le pays organisateur ne remportera pas le titre mondial.
| 12 juin 1938                        | France                                                                                                | 1 - 3   | Italie                                                                                              | Stade olympique Yves-du-Manoir (Colombes)    |                                              |
| 17 h 00 · Historique des rencontres | Heisserer 10e                                                                                         | (1 - 1) | Colaussi 9e · Piola 51e, 72e                                                                        | Spectateurs : 58 455 Arbitrage : Louis Baert | Spectateurs : 58 455 Arbitrage : Louis Baert |
| 17 h 00 · Historique des rencontres | Rapport                                                                                               |         | | Spectateurs : 58 455 Arbitrage : Louis Baert | Spectateurs : 58 455 Arbitrage : Louis Baert |
| 17 h 00 · Historique des rencontres | Di Lorto - Cazenave, Mattler - Bastien, Jordan, Diagne - Aston, Heisserer, Nicolas, Delfour, Veinante | Équipes | Olivieri - Foni, Rava - Serantoni, Andreolo, Locatelli - Biavati, Meazza , Piola, Ferrari, Colaussi | Spectateurs : 58 455 Arbitrage : Louis Baert | Spectateurs : 58 455 Arbitrage : Louis Baert |

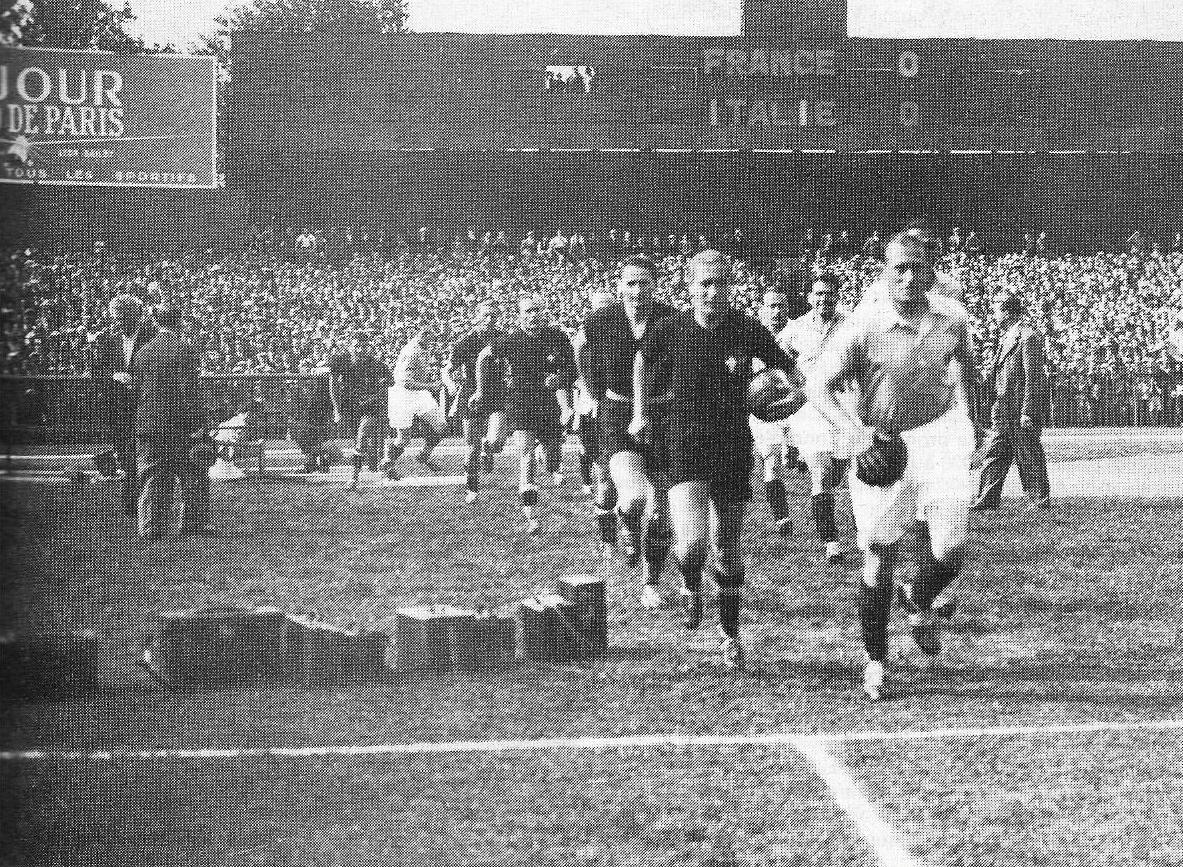
Début de France - Italie, à Colombes.

Le Brésil et la Tchécoslovaquie s'accrochent dans tous les sens du terme lors du premier match. Baptisée la « bataille de Bordeaux », cette rencontre livre un spectacle d'une rare violence : Plánička et Nejedlý subissent une fracture respectivement au bras droit et la jambe droite. Košťálek, Leônidas et Perácio, blessés eux aussi, sortent du terrain avant la fin de la prolongation. Le Brésil arrive à s'imposer lors du second match et se qualifier ainsi pour le dernier carré. Ce sera la dernière fois qu'un match de Coupe du monde à élimination directe sera rejoué avant l'instauration des tirs au but dans les années 1970.
| 12 juin 1938                        | Brésil | 1 - 1 a. p.    | Tchécoslovaquie                                                                                 | Parc Lescure (Bordeaux)                          |                                                  |
| 17 h 00 · Historique des rencontres | Leônidas 30e | (1 - 0, 1 - 1) | Nejedlý 65e (pen.)                                                                              | Spectateurs : 19 000 Arbitrage : Pál von Hertzka | Spectateurs : 19 000 Arbitrage : Pál von Hertzka |
| 17 h 00 · Historique des rencontres | Rapport |                |                                                                                                 | Spectateurs : 19 000 Arbitrage : Pál von Hertzka | Spectateurs : 19 000 Arbitrage : Pál von Hertzka |
| 17 h 00 · Historique des rencontres | Walter - Domingos da Guia, Machado ( 89e) - Zezé Procópio ( 14e), Martim , Afonsinho - Lopes, Romeu, Leônidas, Perácio, Hércules | Équipes        | Plánička - Burgr, Daučík - Košťálek, Bouček, Kopecký - Říha ( 89e), Šimůnek, Ludl, Nejedlý, Puč | Spectateurs : 19 000 Arbitrage : Pál von Hertzka | Spectateurs : 19 000 Arbitrage : Pál von Hertzka |

| 14 juin 1938 match rejoué           | Brésil                                                                                       | 2 - 1   | Tchécoslovaquie                                                                          | Parc Lescure (Bordeaux)                             |                                                     |
| 18 h 00 · Historique des rencontres | Leônidas 57e · Roberto 62e                                                                   | (0 - 1) | Kopecký 25e                                                                              | Spectateurs : 22 000 Arbitrage : Georges Capdeville | Spectateurs : 22 000 Arbitrage : Georges Capdeville |
| 18 h 00 · Historique des rencontres | Rapport                                                                                      |         |                                                                                          | Spectateurs : 22 000 Arbitrage : Georges Capdeville | Spectateurs : 22 000 Arbitrage : Georges Capdeville |
| 18 h 00 · Historique des rencontres | Walter - Jaú, Nariz - Britto, Brandão, Argemiro - Roberto, Luisinho, Leônidas , Tim, Patesko | Équipes | Burkert - Burgr , Daučík - Košťálek, Bouček, Kopecký - Kreuz, Horák, Ludl, Senecký, Rulc | Spectateurs : 22 000 Arbitrage : Georges Capdeville | Spectateurs : 22 000 Arbitrage : Georges Capdeville |

### Demi-finales
La Hongrie se qualifie pour sa première finale en sortant la Suède sur le score sans appel de 5-1.
| 16 juin 1938                        | Hongrie                                                                                      | 5 - 1   | Suède | Parc des Princes (Paris)                         |                                                  |
| 18 h 00 · Historique des rencontres | Jacobsson 19e (csc) · Titkos 37e · Zsengellér 39e 85e · Sárosi 65e                           | (3 - 1) | Nyberg 1re | Spectateurs : 20 000 Arbitrage : Lucien Leclercq | Spectateurs : 20 000 Arbitrage : Lucien Leclercq |
| 18 h 00 · Historique des rencontres | Rapport                                                                                      |         | | Spectateurs : 20 000 Arbitrage : Lucien Leclercq | Spectateurs : 20 000 Arbitrage : Lucien Leclercq |
| 18 h 00 · Historique des rencontres | Szabó - Korányi, S. Bíró - Lázár, Turay, Szalay - Sas, Zsengellér, G. Sárosi , Toldi, Titkos | Équipes | Abrahamsson - Eriksson, Källgren - Almgren, Jacobsson, Svanström - Wetterström, Keller , H. Andersson, Jonasson, Nyberg | Spectateurs : 20 000 Arbitrage : Lucien Leclercq | Spectateurs : 20 000 Arbitrage : Lucien Leclercq |

Le Brésil met Leônidas au repos en prévision de la finale. Mais cette stratégie est mauvaise, puisque les Brésiliens s'inclinent face aux Italiens qui se qualifient pour leur seconde finale mondiale d'affilée.
| 16 juin 1938                        | Italie                                                                                              | 2 - 1   | Brésil | Stade Vélodrome (Marseille)                     |                                                 |
| 18 h 00 · Historique des rencontres | Colaussi 51e · Meazza 60e (pen.)                                                                    | (0 - 0) | Romeu 87e | Spectateurs : 33 000 Arbitrage : Hans Wuethrich | Spectateurs : 33 000 Arbitrage : Hans Wuethrich |
| 18 h 00 · Historique des rencontres | Rapport                                                                                             |         | | Spectateurs : 33 000 Arbitrage : Hans Wuethrich | Spectateurs : 33 000 Arbitrage : Hans Wuethrich |
| 18 h 00 · Historique des rencontres | Olivieri - Foni, Rava - Serantoni, Andreolo, Locatelli - Biavati, Meazza , Piola, Ferrari, Colaussi | Équipes | Walter - Domingos da Guia, Machado - Zezé Procópio, Martim , Afonsinho - Lopes, Romeu, Luisinho, Perácio, Patesko | Spectateurs : 33 000 Arbitrage : Hans Wuethrich | Spectateurs : 33 000 Arbitrage : Hans Wuethrich |

### Match pour la troisième place
Le Brésil arrache la troisième place aux dépens des Suédois par 4 buts à 2.
| 19 juin 1938                        | Suède | 2 - 4   | Brésil | Parc Lescure (Bordeaux)                        |                                                |
| 17 h 00 · Historique des rencontres | Jonasson 28e · Nyberg 38e                                                                                                | (2 - 1) | Romeu 44e · Leônidas 63e, 74e · Perácio 80e                                                                            | Spectateurs : 12 000 Arbitrage : John Langenus | Spectateurs : 12 000 Arbitrage : John Langenus |
| 17 h 00 · Historique des rencontres | Rapport |         | | Spectateurs : 12 000 Arbitrage : John Langenus | Spectateurs : 12 000 Arbitrage : John Langenus |
| 17 h 00 · Historique des rencontres | Abrahamsson - Eriksson, Nilsson - Almgren, Linderholm, Svanström - Persson, A. Andersson, H. Andersson, Jonasson, Nyberg | Équipes | Batatais - Domingos da Guia, Machado - Zezé Procópio, Brandão, Afonsinho - Roberto, Romeu, Leônidas , Perácio, Patesko | Spectateurs : 12 000 Arbitrage : John Langenus | Spectateurs : 12 000 Arbitrage : John Langenus |

### Finale
L'Italie devient la première nation à gagner deux fois la Coupe du monde et deux fois de suite en battant la Hongrie lors d'une finale prolifique.
| 19 juin 1938                        | Italie                                                                            | 4 - 2   | Hongrie                | Stade olympique Yves-du-Manoir (Colombes)                                 |                                                                           |
| 17 h 00 · Historique des rencontres | Colaussi 6e · ( Meazza) Piola 16e · ( Meazza) Colaussi 35e · ( Biavati) Piola 82e | (3 - 1) | 8e Titkos · 70e Sárosi | Spectateurs : 45 124 · Arbitrage : Georges Capdeville · Photos du match · | Spectateurs : 45 124 · Arbitrage : Georges Capdeville · Photos du match · |
| 17 h 00 · Historique des rencontres | Rapport                                                                           |         |                        | Spectateurs : 45 124 · Arbitrage : Georges Capdeville · Photos du match · | Spectateurs : 45 124 · Arbitrage : Georges Capdeville · Photos du match · |

|  | Titulaires : Aldo Olivieri Alfredo Foni Pietro Rava Pietro Serantoni Michele Andreolo Ugo Locatelli Amedeo Biavati Giuseppe Meazza Silvio Piola Giovanni Ferrari Gino Colaussi Entraîneur : Vittorio Pozzo | Finale de la Coupe du monde 1938 |  | Titulaires : Antal Szabó Gyula Polgár Sándor Bíró Antal Szalay György Szűcs Gyula Lázár Ferenc Sas Jenő Vincze György Sárosi Gyula Zsengellér Pál Titkos Entraîneur : Alfréd Schaffer |

## Buteurs
| 7 buts - Leônidas 5 buts - György Sárosi - Gyula Zsengellér - Silvio Piola 4 buts - Gino Colaussi - Ernest Wilimowski |

3 buts
| - Perácio - Romeu - Héctor Socorro | - Harry Andersson - Arne Nyberg | - Gustav Wetterström - André Abegglen |

2 buts
| - Jean Nicolas - Pál Titkos | - Ştefan Dobay - Oldřich Nejedlý |  |

1 but
| - Henri Isemborghs - Roberto - Tomás Fernández - José Magriñá - Oscar Heisserer - Émile Veinante - Josef Gauchel - Wilhelm Hahnemann | - Vilmos Kohut - Géza Toldi - Pietro Ferraris - Giuseppe Meazza - Arne Brustad - Fryderyk Scherfke - Iuliu Baratky - Silviu Bindea | - Sven Jonasson - Tore Keller - Alfred Bickel - Eugène Walaschek - Vlastimil Kopecký - Josef Košťálek - Josef Zeman |

| but contre son camp - Sven Jacobsson (pour la Hongrie) - Ernst Lörtscher (pour l'Allemagne) |

## Classement des équipes
À l'origine, les équipes ayant participé à cette Coupe du monde n'étaient pas classées. Cependant, en 1986, la FIFA établit rétroactivement un classement final de chaque Coupe du monde, basé sur la progression lors de la compétition, le nombre de matchs gagnés, la différence de buts puis enfin sur le nombre de buts marqués.

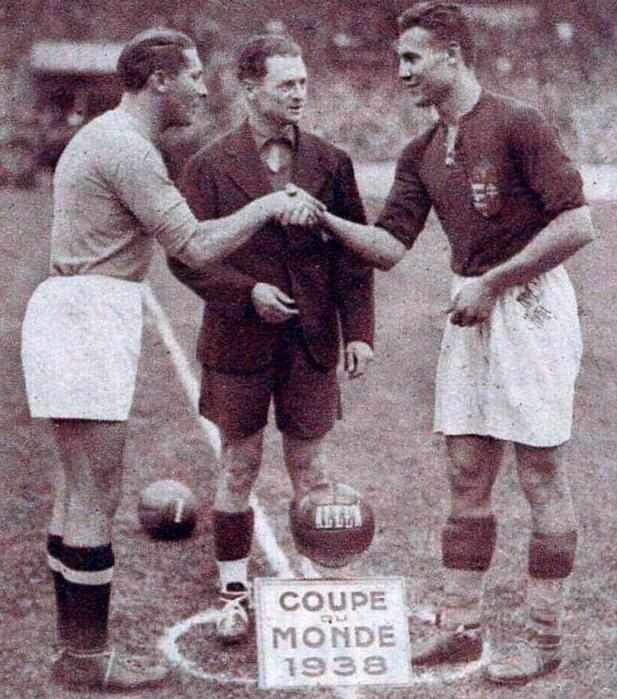
Finale de la Coupe du monde 1938 de football, l'arbitre français Capdeville entre les capitaines Meazza (G.) et Sarosi (D.), à Colombes.

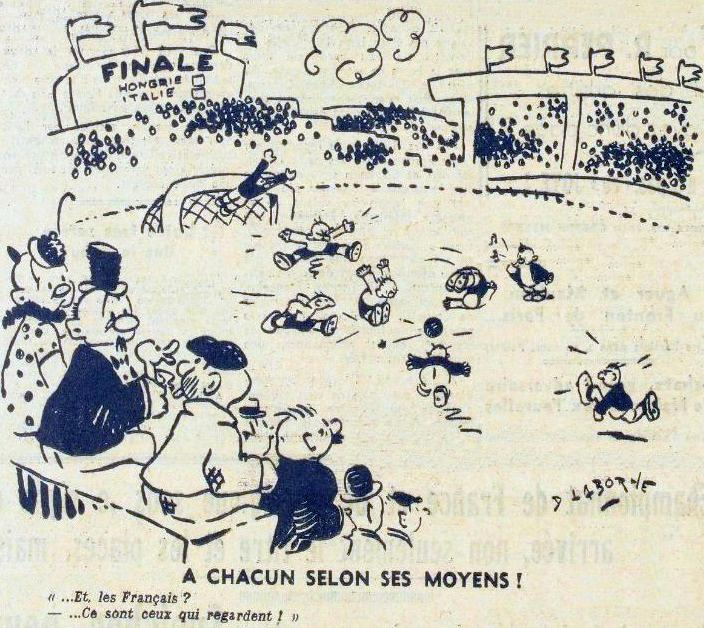
La finale de la Coupe du Monde 1938 à Colombes...

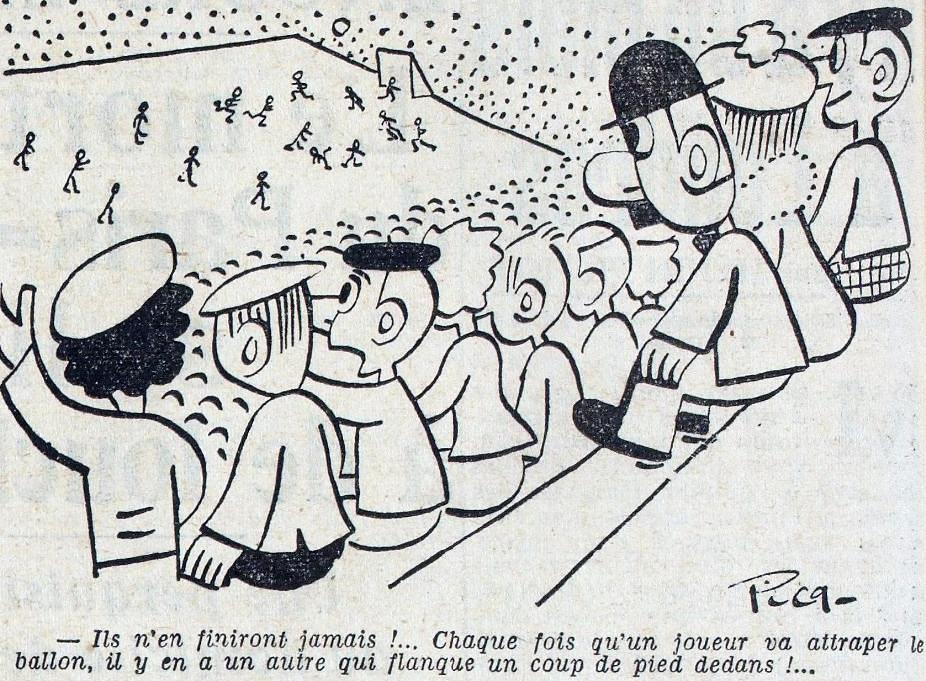
... vue par les Français.

| Place                              | Sélection                      | Stade              |
| ---------------------------------- | ------------------------------ | ------------------ |
| Médaille d'or, Coupe du Monde      | Italie                         | Vainqueur          |
| Médaille d'argent, Coupe du Monde  | Hongrie                        | Finale             |
| Médaille de bronze, Coupe du Monde | Brésil                         | Demi-finale        |
| 4                                  | Suède                          | Demi-finale        |
| 5                                  | Tchécoslovaquie                | Quart de finale    |
| 6                                  | France                         | Quart de finale    |
| 7                                  | Suisse                         | Quart de finale    |
| 8                                  | Cuba                           | Quart de finale    |
| 9                                  | Roumanie                       | Huitième de finale |
| 10                                 | Allemagne                      | Huitième de finale |
| 11                                 | Pologne                        | Huitième de finale |
| 12                                 | Norvège                        | Huitième de finale |
| 13                                 | Belgique                       | Huitième de finale |
| 14                                 | Pays-Bas                       | Huitième de finale |
| 15                                 | Indes orientales néerlandaises | Huitième de finale |